# 奥村隆振
奥村 隆振（おくむら たかおき）は、加賀藩年寄。加賀八家奥村分家第10代当主。

## 生涯
加賀藩年寄横山貴林の次男として生まれる。寛延2年（1749年）、縁戚の加賀藩人持組頭奥村成象の末期養子となり、家督と知行1万石を相続する。安永7年（1778年）、藩主前田重教に2000石を加増される。天明5年（1785年）、年寄の権限を利用して罪を得て禁固されていた一族の者を釈放したことを理由に、隠居していた重教により2000石を減封の上、逼塞を命じられ、12月には能登に流罪とされる。年寄職を務める藩の高位にある者としては異例の厳罰であった。家督は嫡男質直が6000石に減知されて相続した。重教の没後、寛政2年（1790年）に赦免された。寛政3年（1791年）3月晦日没。享年58。次男の尚寛は奥村宗家に養子入りし家督を継いだ。